# NGC 548
NGC 548 (również PGC 5326 lub UGC 1010) – galaktyka eliptyczna (E), znajdująca się w gwiazdozbiorze Wieloryba. Odkrył ją George Mary Searle 2 listopada 1867 roku.